# Humularia wittei
Humularia wittei är en ärtväxtart som beskrevs av Paul Auguste Duvigneaud. Humularia wittei ingår i släktet Humularia och familjen ärtväxter. Inga underarter finns listade i Catalogue of Life.